# Analbeutel
Der Analbeutel (lateinisch Sinus paranalis) ist eine Sonderform der Analdrüsen bei Raubtieren. Es handelt sich um einen beidseits, im unteren seitlichen Bereich des Anus, unter dem äußeren Afterschließmuskel gelegenen Drüsensammelraum. Er hat beim Haushund einen Durchmesser von 10–15 mm, bei der Hauskatze von 6–8 mm. Beim Hund besteht in Abhängigkeit von der Körpergröße jedoch eine große Variabilität: Bei kleinen Hunden schwankt das Volumen zwischen 0,25 und 2,5 ml, bei großen kann das Volumen bis zu 7,5 ml betragen. Der Ausführungsgang hat dagegen einen rasseunabhängigen Durchmesser von etwa 1–2 mm und ist etwa 3 bis 5 mm lang.
In den Analbeutel geben in der Wand gelegene Talg- und apokrine Schlauchdrüsen ihr Sekret ab. Dieses vermischt sich mit abschilfernden Epithelzellen und wird durch eine bakterielle Flora (Streptococcus faecalis, Streptococcus faecium) zersetzt, wodurch stark riechende Verbindungen wie Trimethylamine, Buttersäure, Propionsäure, Indole und Skatole entstehen. Bei Katzen zeigen die holokrinen Drüsen eine saisonale Variation der Sekretproduktion, die im Frühjahr zu- und im Herbst abnimmt, während die apokrinen Drüsenanteile eine kontinuierliche Sekretabgabe gewährleisten.
Der Ausführungsgang der Analbeutel mündet in einer sichtbaren Öffnung in der Hautzone (Zona cutanea) des Anus. Die Entleerung erfolgt über glatte Muskulatur der Analbeutelwand und die Kontraktion des äußeren Afterschließmuskel bei der Kotabgabe. Das aus den Analbeuteln stammende Sekret verleiht dem Kot eine individuelle Duftnote.

## Erkrankungen
Beim Hund, seltener auch bei Katzen, kann es zu einer Entzündung der Analbeutel und zur Verstopfung der Ausführungsgänge kommen. Durch Rutschen auf dem Hinterteil, sogenanntes „Schlittenfahren“, versuchen betroffene Tiere die Analbeutel dennoch zu entleeren. Das manuelle Ausdrücken und gegebenenfalls eine Spülung und Applikation von Medikamenten mit einer Knopfkanüle sind häufige Routinearbeiten eines Tierarztes. Auch tumoröse Veränderungen (Adenome und Adenokarzinome) kommen vor.
Chronisch erkrankte und tumorös entartete Analbeutel werden zumeist chirurgisch entfernt.

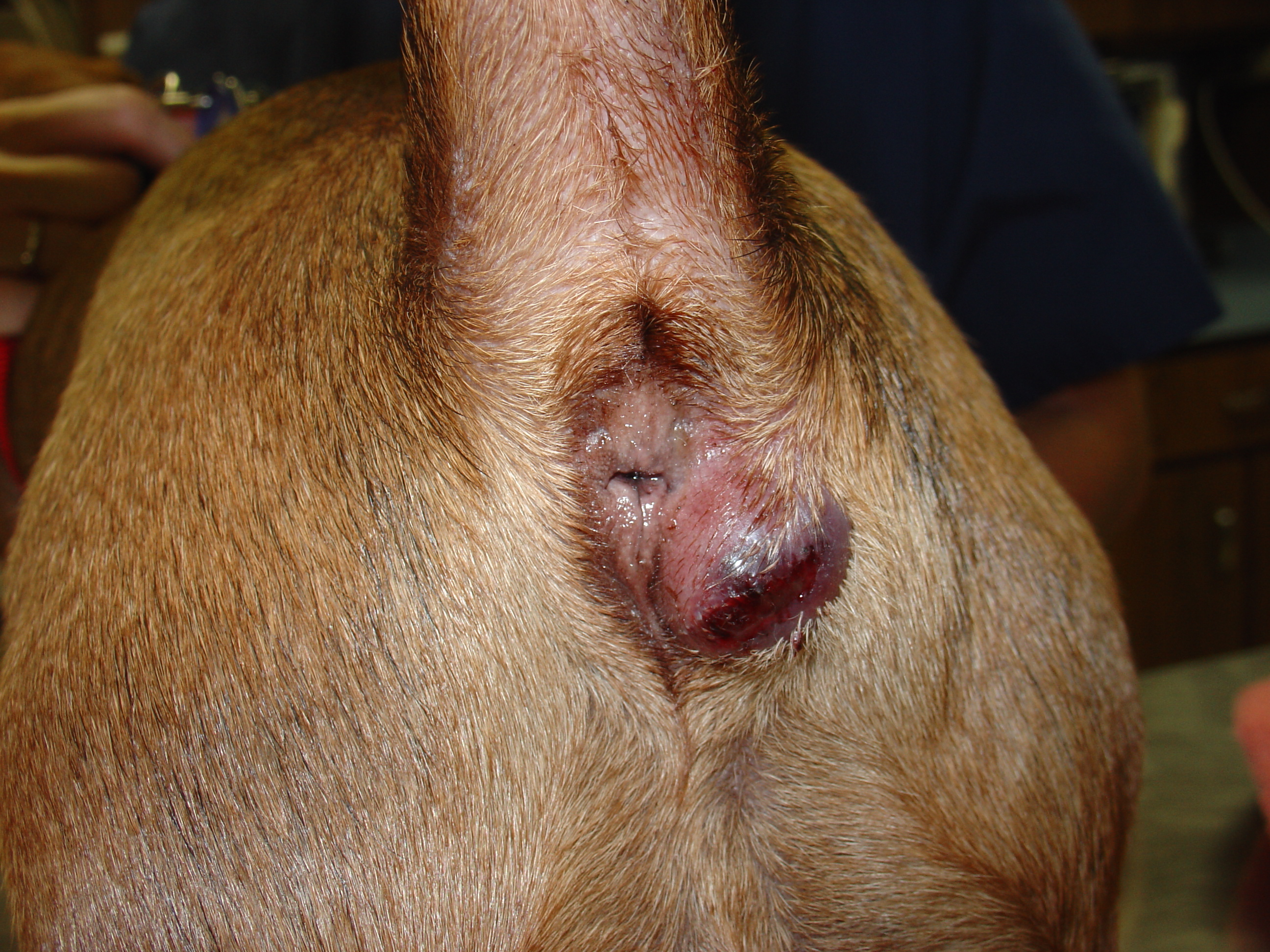
Analbeutelabszess
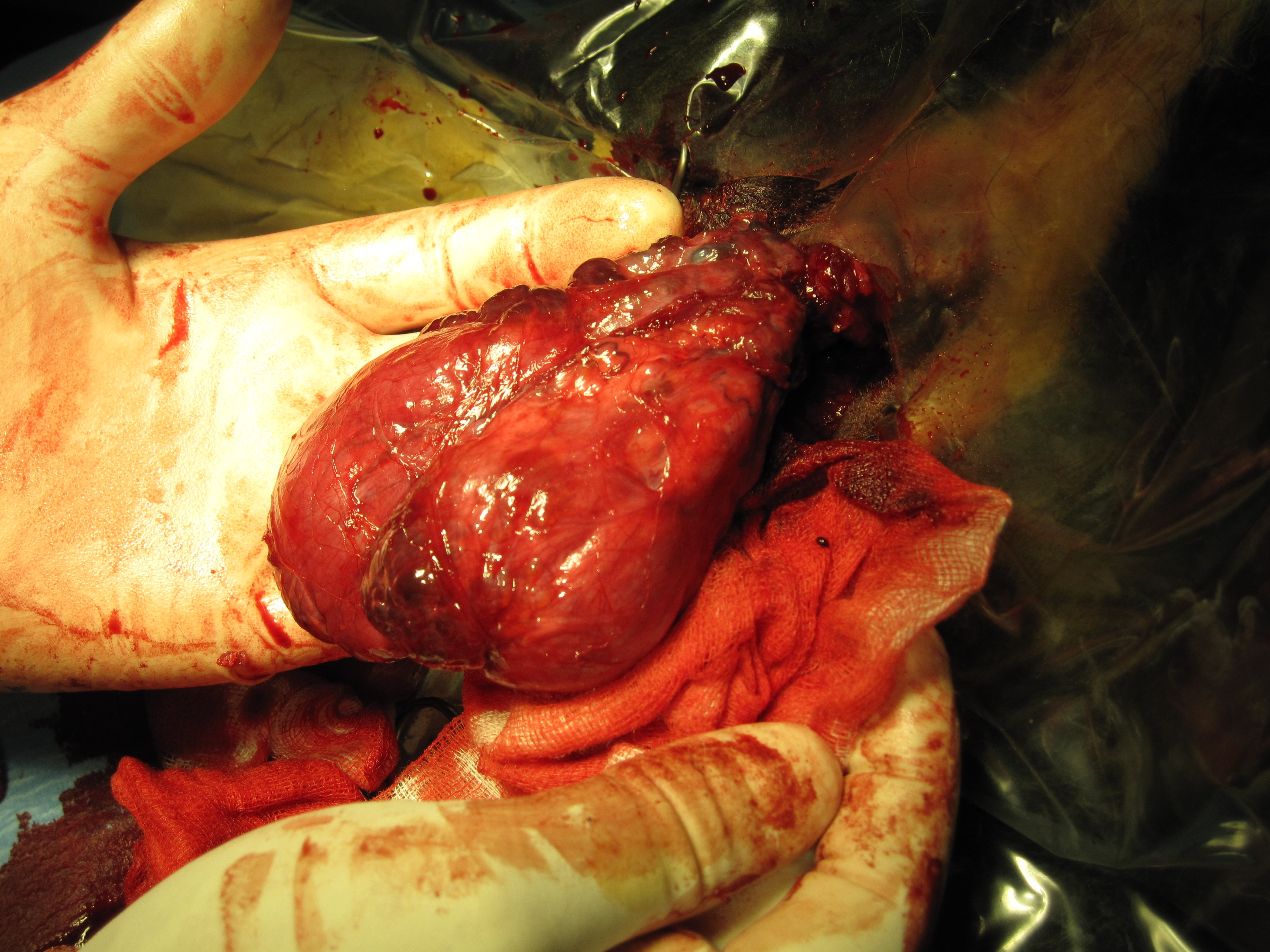
Analbeutelkarzinom